# Montefredane
Montefredane község (comune) Olaszország Campania régiójában, Avellino megyében.

## Fekvése
A megye központi részén fekszik. Határai: Avellino, Grottolella, Manocalzati, Prata di Principato Ultra, Pratola Serra és Capriglia Irpina.

## Története
A települést valószínűleg a 6. században alapították abellinumi menekültek. A következő századokban nemesi birtok volt. A 19. században nyerte el önállóságát, amikor a Nápolyi Királyságban felszámolták a feudalizmust.

## Népessége
A népesség számának alakulása:

## Főbb látnivalói
- Palazzo Baronale Ornato
- Fontana di Magliano (díszkút)
- Santa Maria del Carmine-templom
- Maria Santissima della Pietà-templom
- Santissima Vergine Addolorata-templom
- Sacro Cuore di Gesù-templom